# Marie-Bonne de Savoie-Gênes
Marie-Bonne de Savoie-Gênes (en italien Maria Bona Margherita Albertina Vittoria di Savoia-Genova), devenue par mariage Marie-Bonne de Bavière, née au château d'Agliè, le 1er août 1896 et morte à Rome, le 2 février 1971, est une princesse et sculptrice italienne, appartenant à la branche de Savoie-Gênes.

## Biographie

### Famille
Marie-Bonne de Savoie-Gênes, née dans le château ducal d'Agliè en 1896, est la fille aînée de Thomas de Savoie-Gênes et d'Élisabeth de Bavière .
Son père est le petit-fils de Charles-Albert de Sardaigne et du roi Jean Ier de Saxe. Sa mère est une petite-fille de Louis Ier de Bavière et arrière-petite-fille de Charles IV d'Espagne et de François Ier des Deux-Siciles.
Elle a quatre frères et une sœur : Ferdinand de Savoie-Gênes (1884-1963), Philibert de Savoie-Gênes (1895-1990), Adalbert de Savoie-Gênes (1898-1982), Marie-Adélaïde (1904-1979) et Eugène de Savoie-Gênes (1906-1996).

### Mariage
Au château d'Agliè, le 8 janvier 1921, Marie-Bonne se marie à Conrad de Bavière (1883-1969), son lointain cousin du côté maternel, le fils de Léopold de Bavière et sa femme Gisèle d'Autriche.
La cérémonie religieuse est célébrée par le cardinal Agostino Richelmy, archevêque de Turin. Le roi Victor-Emmanuel III, le prince Umberto et des princes des maisons de Savoie-Gênes et de Savoie-Aoste y assistent.
Le mariage est connu pour avoir été le premier entre les deux familles historiquement ennemies après la fin de la Première Guerre mondiale et pour le fait d'avoir réuni les membres des maisons de Savoie, Wittelsbach et les Habsbourg.
De leur union sont nés :
- Amélie de Bavière (1921-1985), mariée en 1949 au comte Uberto Poletti Galimberti de Assandri.
- Eugène de Bavière (1925-1997), marié à la comtesse Hélène von Khevenhüller-Metsch.

### Dernières années
À la fin de la Seconde Guerre mondiale le prince Conrad est arrêté par l'armée française, conduit à Lindau et interné à l'hôtel Bayerischer Hof, en compagnie de Guillaume de Prusse, le prince héritier de l'Empire allemand, et le diplomate nazi Hans Georg von Mackensen.
La princesse Marie-Bonne, qui pendant la guerre a servi comme infirmière, reste en Savoie, et il lui est interdit d'entrer en Allemagne. La famille est réunie seulement après 1947. Marie-Bonne est aussi sculptrice. Elle est décédée le 2 février 1971 à Rome.
Son tombeau et celui de son mari Conrad sont situés dans le cimetière de l'église de Andechs, Allemagne.

## Honneurs
Marie-Bonne de Savoie-Gênes est décorée des ordres suivants :
- Dame noble de l'ordre de la Croix étoilée, Autriche-Hongrie ;
- Dame noble de l'ordre de Sainte-Élisabeth de Bavière ;
- Dame noble de l'ordre de Thérèse (Bavière).

## Ascendance
|  |                                                   |  |  |  |  |  |  |  |  |  |  |  |  |
|  | 8. Charles-Albert (roi de Sardaigne)              |  |  |  |  |  |  |  |  |  |  |  |  |
|  |                                                   |  |  |  |  |  |  |  |  |  |  |  |  |
|  |                                                   |  |  |  |  |  |  |  |  |  |  |  |  |
|  | 4. Ferdinand de Savoie                            |  |  |  |  |  |  |  |  |  |  |  |  |
|  |                                                   |  |  |  |  |  |  |  |  |  |  |  |  |
|  |                                                   |  |  |  |  |  |  |  |  |  |  |  |  |
|  | 9. Marie-Thérèse de Habsbourg-Toscane (1801-1855) |  |  |  |  |  |  |  |  |  |  |  |  |
|  |                                                   |  |  |  |  |  |  |  |  |  |  |  |  |
|  |                                                   |  |  |  |  |  |  |  |  |  |  |  |  |
|  | 2. Thomas de Savoie-Gênes                         |  |  |  |  |  |  |  |  |  |  |  |  |
|  |                                                   |  |  |  |  |  |  |  |  |  |  |  |  |
|  |                                                   |  |  |  |  |  |  |  |  |  |  |  |  |
|  | 10. Jean Ier (roi de Saxe)                        |  |  |  |  |  |  |  |  |  |  |  |  |
|  |                                                   |  |  |  |  |  |  |  |  |  |  |  |  |
|  |                                                   |  |  |  |  |  |  |  |  |  |  |  |  |
|  | 5. Élisabeth de Saxe (1830-1912)                  |  |  |  |  |  |  |  |  |  |  |  |  |
|  |                                                   |  |  |  |  |  |  |  |  |  |  |  |  |
|  |                                                   |  |  |  |  |  |  |  |  |  |  |  |  |
|  | 11. Amélie de Bavière                             |  |  |  |  |  |  |  |  |  |  |  |  |
|  |                                                   |  |  |  |  |  |  |  |  |  |  |  |  |
|  |                                                   |  |  |  |  |  |  |  |  |  |  |  |  |
|  | 1. Marie-Bonne de Savoie-Gênes                    |  |  |  |  |  |  |  |  |  |  |  |  |
|  |                                                   |  |  |  |  |  |  |  |  |  |  |  |  |
|  |                                                   |  |  |  |  |  |  |  |  |  |  |  |  |
|  | 12. Louis Ier (roi de Bavière)                    |  |  |  |  |  |  |  |  |  |  |  |  |
|  |                                                   |  |  |  |  |  |  |  |  |  |  |  |  |
|  |                                                   |  |  |  |  |  |  |  |  |  |  |  |  |
|  | 6. Adalbert de Bavière                            |  |  |  |  |  |  |  |  |  |  |  |  |
|  |                                                   |  |  |  |  |  |  |  |  |  |  |  |  |
|  |                                                   |  |  |  |  |  |  |  |  |  |  |  |  |
|  | 13. Thérèse de Saxe-Hildburghausen                |  |  |  |  |  |  |  |  |  |  |  |  |
|  |                                                   |  |  |  |  |  |  |  |  |  |  |  |  |
|  |                                                   |  |  |  |  |  |  |  |  |  |  |  |  |
|  | 3. Élisabeth de Bavière (1863-1924)               |  |  |  |  |  |  |  |  |  |  |  |  |
|  |                                                   |  |  |  |  |  |  |  |  |  |  |  |  |
|  |                                                   |  |  |  |  |  |  |  |  |  |  |  |  |
|  | 14. François de Paule de Bourbon (1794-1865)      |  |  |  |  |  |  |  |  |  |  |  |  |
|  |                                                   |  |  |  |  |  |  |  |  |  |  |  |  |
|  |                                                   |  |  |  |  |  |  |  |  |  |  |  |  |
|  | 7. Amélie d'Espagne                               |  |  |  |  |  |  |  |  |  |  |  |  |
|  |                                                   |  |  |  |  |  |  |  |  |  |  |  |  |
|  |                                                   |  |  |  |  |  |  |  |  |  |  |  |  |
|  | 15. Louise-Charlotte de Bourbon-Siciles           |  |  |  |  |  |  |  |  |  |  |  |  |
|  |                                                   |  |  |  |  |  |  |  |  |  |  |  |  |
|  |                                                   |  |  |  |  |  |  |  |  |  |  |  |  |